# 青山真治
青山真治（日语：／ Aoyama Shinji，1964年7月13日—2022年3月21日）是一位日本電影導演及小說家，出生於福岡縣北九州市。

## 生平
1964年出生於福岡縣北九州市，1989年畢業於立教大學英美文學系，並受到蓮實重彦廣泛的影響。他在大學畢業後曾經擔任瑞士導演丹尼爾·施密德（Daniel Schmid）及黑澤清的副導演，並在1995年初次執導電影《教材上没有呀！》（教科書にないッ!）。2000年以《EUREKA》獲得坎城影展國際影評人聯盟獎。
青山真治也是一位小說家，並以小說《人造天堂》獲得2001年的三島由紀夫獎。
2002年與女演員、模特兒豐田真帆結婚。
2022年3月21日，因食道癌病逝，享年58歲。

## 電影作品
- 1996年：《無援》（Helpless）
- 1999年：《遺體處置》
- 2000年：《人造天堂》（EUREKA）
- 2001年：《沙漠中的月亮》（月の砂漠）
- 2004年：《湖畔殺人事件》（レイクサイド マーダーケース）
- 2005年：《神呀神！你為何離棄我》（エリ・エリ・レマ・サバクタニ）
- 2006年：
- 2006年：《AA》
- 2007年：《悲傷假期》（サッド ヴァケイション）
- 2011年：《東京公園》
- 2013年：《共食家族》（ / Backwater）

## 延伸閱讀
- Gerow, Aaron (2002). "Aoyama Shinj", in Fifty Contemporary Filmmakers. Ed. Yvonne Tasker. London: Routledge. ISBN 041518973X

## 外部連結
- Shinji Aoyama在互联网电影资料库（IMDb）上的資料（英文）
- 青山真治 （页面存档备份，存于） (allcinema ONLINE)